# Virgílio da Silva Guterres

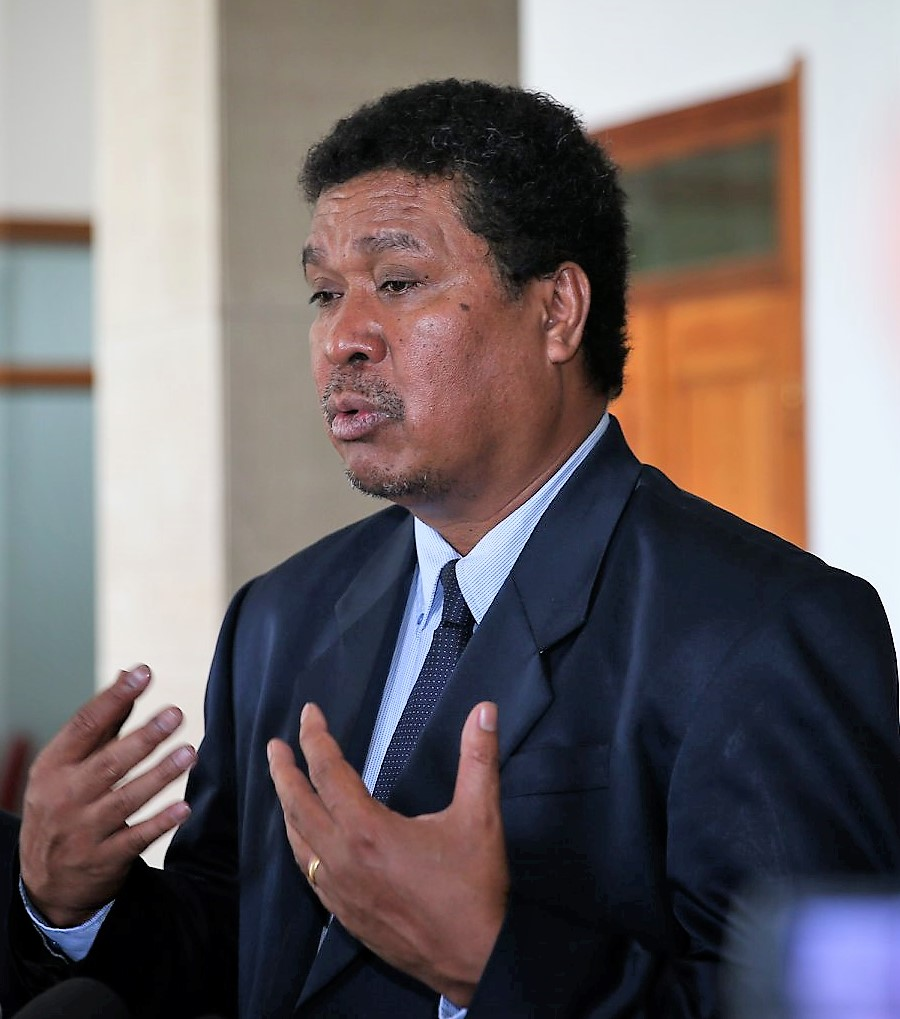
Virgílio da Silva Guterres (2019)

Virgílio da Silva Guterres (Kampfname Lamukan) ist ein Journalist aus Osttimor aus Venilale. Seit 2016 ist er der Präsident des Presserats in Osttimor (portugiesisch Conselho de Imprensa).

## Werdegang
Seit 1998 war Guterres journalistisch aktiv. Er war Mitgründer der Revista Talitakum und schrieb Kolumnen für Hori Otas Hori in Tetum. Als Chef der Zeitung Vox Populi unterstützte Guterres den Conselho Nacional de Resistência Timorense (CNRT) beim Unabhängigkeitsreferendum in Osttimor 1999. Parallel arbeitete Guterres für Si@r News, die Nachrichtenagentur der Unabhängigkeitsbewegung. Von 2000 bis 2001 schrieb er lokale Berichte. Im Laufe der Zeit lernte Guterres das journalistische Handwerk auch bei einigen Medien außerhalb Osttimors kennen, so 1998 bei der Jakarta Post. Beim Radio triple j der ABC in Darwin absolvierte er 2000 einen „Post-Konflikt-Workshop“ für Journalisten. 2001 nahm Guterres an einen Fortgeschrittenenkurs für Berichterstattung der Tomson Foundation an der Cardiff University teil.
Mit anderen zusammen gründete Guterres die Associação de Jornalistas de Timor-Leste (AJTL) und wurde von 2001 bis 2011 ihr erster Präsident. Parallel leitete er den Verwaltungsrat von Rádio e Televisão de Timor-Leste (RTTL) von 2003 bis 2005. Von 2004 bis 2006 war Guterres Generaldirektor von RTTL. Bei der South East Asia Press Alliance (SEAPA) vertrat Guterres die AJTL und ist seit 2014 der Sekretär der SEAPA. Seine Amtszeit geht hier bis 2020. Von 2010 bis 2018 war Guterres Sekretär des Roten Kreuz Osttimors.
Guterres wurde 2016 vom Nationalparlament Osttimors zu einem seiner Vertreter im neu geschaffenen Presserat gewählt. Bei dessen ersten Sitzung am 31. März 2016 wurde Guterres zum Ratspräsidenten gewählt. Die Vereidigung fand am 10. Mai 2016 statt.
Am 31. Januar 2022 übergab Guterres die Unterlagen zu seiner Kandidatur beim Tribunal de Recurso (deutsch Berufungsgericht) für die Präsidentschaftswahlen in Osttimor 2022. Guterres schied in der ersten Runde der Wahlen aus. Er hatte nur 1.720 Stimmen (0,3 %) erhalten.
Am 5. Januar 2023 wurde Guterres zum Ombudsmann des Provedoria dos Direitos Humanos e Justiça (PDHJ). Sein Amt als Präsident des Presserates gab er ab.